# Zemička
Zemička je malo, ponekad slatko, okruglo pecivo.
Vekna je nalik na zemičku ali je izduženog oblika.
Iako ova peciva mogu da budu u mnogo različitih oblika i veličina, uglavnom su veličine šake ili manja, sa zaobljenim gornjim i ravnim donjim delom.
Obično se prave od brašna, šećera, mleka, kvasca i putera. Česti varijeteti uključuju malo voće ili orašaste plodove, s premazom ili karamelom odozgo, odnosno punjenjem džemom ili kremom.
U neke vrste zemički se stavlja burger tj. pljeskavica — npr. hamburger, a vekne se pune mesom — npr. hot dog.
Na nekim zemičkama se može naći susam ili neke određene semenke.

## Spoljašnje veze
Rečnička definicija za zemička na Vikirečniku